# La Lente

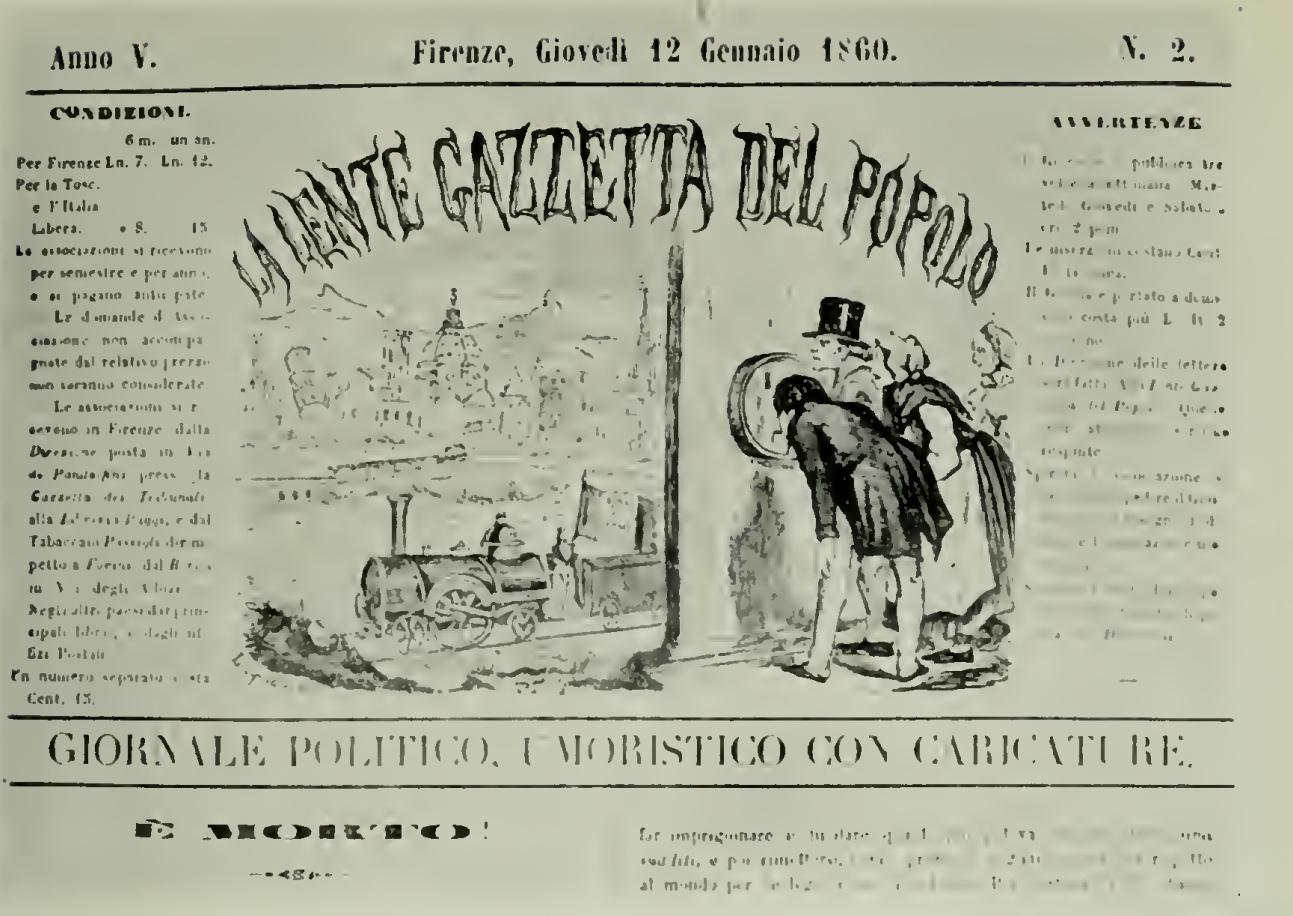
La Lente-Gazzetta del Popolo

La Lente fu un settimanale umoristico  pubblicato a Firenze dal 1856 al 1861. Costava mezzo Paolo. Fondato da Cesare Tellini(Amarino), già fondatore del Genio con Celestino Bianchi. Di piccolo formato aveva una caricatura in prima pagina. Vi collaboravano Pietro Coccoluto Ferrigni (Yorich) da Livorno, David Ruben Segrè da Lucca, Ferdinando Martini, Carlo Lorenzini che si firma per la prima volta Carlo Collodi,usando in alcuni casi anche la sigla ZZT ZZ. Vi disegnano le caricature Leopoldo Cipriani (Morvidino) e Maria Elvira Assunta Pochino, ottima illustratrice, che è l'unica donna caricaturista dell'Ottocento. 
Dal gennaio 1860 si chiama La Lente Gazzetta del Popolo e nel dicembre 1860 diventa La Gazzetta del Popolo.